# Coronationgolf
De Coronationgolf (Engels: Coronation Gulf, Frans: Golfe du Couronnement) is een grote binnenzee in noordelijk Canada gelegen tussen het Victoria-eiland en het vasteland, binnen het Canadese territorium Nunavut. De zee heeft een lengte van 220 km met een breedte tot 85 km. Via de Dolphin and Union Strait is de golf in het noordwesten met de Beaufortzee en zo uiteindelijk met de Noordelijke IJszee verbonden. De Dease-straat in het noordoosten verbindt met de Koningin Maudgolf die dan weer via de Victoriastraat en de Simpsonstraat uiteindelijk ook naar de Noordelijke IJszee leiden.
De golf maakt deel uit van een van de trajecten van de Noordwestelijke Doorvaart.
De eerste Europeaan die de golf aanschouwde was Samuel Hearne toen deze vanuit het Canadese vasteland op 18 juli 1771 de monding van de Coppermine River bereikte, daags na het wreedaardige Coppermine river incident. De golf kreeg zijn naam in 1821 van Sir John Franklin als eerbetoon aan de kroning van koning George IV op 19 juli van dat jaar in de Londense Westminster Abbey. Exploratie van het gebied gebeurde een eerste maal grondig door Rudolph Anderson en Diamond Jenness in 1916 als onderdeel van hun Canadian Arctic Expedition die plaatsgreep van 1913 tot 1916.